# 1976
1976 (MCMLXXVI) fon un any de traspàs del calendari gregorià.

## Esdeveniments
Països Catalans
- 1 de febrer i 8 de febrer, Barcelona: Les manifestacions per l'amnistia del febrer de 1976 sota el lema de "Llibertat, amnistia i estatut d'autonomia", convocades per l'Assemblea de Catalunya, són les primeres grans manifestacions a Catalunya després de la mort del cap de l'estat Francisco Franco Bahamonde.
- 29 de febrer, Barcelona: Es refunda la CNT, amb un esperit unitari i d'esperança, a la Parròquia de Sant Medir, de Sants.[1]
- 28 de març, Barcelona: S'hi celebra el primer congrés del Partit Popular de Catalunya.
- 13 d'abril, València: S'hi constitueix la Taula de Forces Polítiques i Sindicals del País Valencià.
- 23 d'abril, Barcelona: S'hi publica el primer número del diari Avui escrit en català.[2]
- 27 de maig, Barcelona: S'hi celebren les Primeres Jornades Catalanes de la Dona, al Paranimf de la Universitat de Barcelona.[3]
- 22 de juny, Barcelona: Míting de la Llibertat sota el lema "Guanyem la Llibertat" al Palau Blaugrana. Inici del procés constituent del PSC-C. Primer míting democràtic autoritzat des del final de la Guerra Civil espanyola.
- 5 de setembre, Barcelona: Joaquim Maria Puyal fa la primera emissió radiofònica d'un partit de futbol en català, des de la República.[4]
- 16 de setembre, Perpinyà, Rosselló: Hi obre les portes la Bressola, la primera escola catalana després de l'ocupació de la Catalunya del Nord per França el 1659.
- 17 de setembre, El Prat de Llobregat: Una manifestació amb 25.000 assistensts, la més multitudinària de la història del municipi, protesta contra el desviament del Llobregat.
- 26 de novembre, l'Espluga de Francolí (la Conca de Barberà: s'hi celebra el primer congrés de la Unió de Pagesos.
- 28 de novembre, Madrid: El rei Joan Carles I signa el reial decret de reconeixement de l'Institut d'Estudis Catalans.
- 2 de desembre, Barcelona: Obre portes el Teatre Lliure amb l'espectacle Camí de nit, 1854.[5]
- 7 de desembre, Girona: Es crea el Museu d'Art de Girona.
- 15 de desembre, Espanya: S'hi celebra el referèndum sobre la Llei per a la Reforma Política, que permeté un cert pluralisme polític.
- 21 de desembre, Barcelona: S'inaugura l'actual Carilló del Palau de la Generalitat.

Resta del món
- 1 de gener, Veneçuela: El govern de Carlos Andrés Pérez nacionalitza l'explotació de petroli.
- 18 de gener, Beirut, Líban: una milicia cristiana libanesa mata aproximadament 1.500 persones a Karantina.
- 1 de març, Irlanda del Nord: El govern britànic posa fi a la Special Category Status, que distingia els condemnats per terrorisme (és a dir els membres d'organitzacions paramilitars) dels presoners de dret comú.
- 3 de març, Vitòria, País Basc: Massacre del 3 de març de Vitòria: essent ministre de Governació Manuel Fraga, hi moren cinc persones i més d'un centenar hi resulten ferides quan la policia espanyola dispara per dissoldre una assemblea d'estudiants i treballadors que se celebrava a l'església de San Francisco.
- 1 d'abril, EUA: Steve Jobs, Steve Wozniak i Ronald Wayne funden Apple Computer Company.
- 24 de març, Argentina: militars colpistes s'emparen del poder i implanten una dictadura que durarà fins al 1983.
- 2 de juliol: El Nord i el Sud del Vietnam s'uneixen per formar la República Socialista del Vietnam.
- 17 de juliol, 1 d'agost, Mont-real, Canadà: Se celebren els Jocs Olímpics d'Estiu de 1976.
- 25 d'agost, Montevideo: Guillermo Lockhart, model i presentador
- 3 de setembre, Planeta Mart: La nau Viking 2 hi aterra i hi fa fotografies.
- 14 de setembre, Presó de Maze, Belfast, Irlanda del Nord: El pres de l'IRA Provisional Kieran Nugent inicia la protesta de la manta per reclamar ser considerat pres de guerra i no criminal comú, tal com havia previst la Special Category Status, abolida el març del mateix any. La protesta escalarà l'any 1978 a la protesta de la brutícia i perdurarà fins a l'any 1981, quan té lloc segona vaga de fam dels presos.
- 16 d'octubre, Irlanda: Emboscada de Garryhinch de l'IRA Provisional contra la Garda Síochána.
- 15 de desembre: Samoa esdevé membre de l'ONU.[6]

### Cinema
| M/d   | Direcció            | Títol                                   | Gènere         |
| ----- | ------------------- | --------------------------------------- | -------------- |
| 10/28 | Jaime Camino        | Les llargues vacances del 36            | drama històric |
| 09/22 | Antoni Ribas        | La ciutat cremada                       | històrica      |
| 04/05 | Ingmar Bergman      | Cara a cara                             | drama          |
| 05/21 | Bernardo Bertolucci | Novecento                               | drama històric |
| 03/02 | Tinto Brass         | Saló Kitty                              | drama eròtic   |
| 11/03 | John Carpenter      | Assalt a la comissaria del districte 13 | policíac       |
| 11/03 | Brian De Palma      | Carrie                                  | por            |
| 10/20 | Goscinny/Uderzo     | Els dotze treballs d'Astèrix            | animació       |
|       | Sébastien Japrisot  | Un mal començament                      | drama          |
| 03/18 | Nicolas Roeg        | L'home que va caure a la Terra          | ciència-ficció |
| 02/08 | Martin Scorsese     | Taxi Driver                             | drama          |
| 10/   | Gerald Thomas       | Carry on England                        | comèdia        |

- 2gen  Paz Vega (El destí de la Nunik)

### Dansa i deport
Eusebio, Genovés I i Rovellet, entre altres figures, jugaren en la jornada inaugural del Trinquet de Pedreguer.

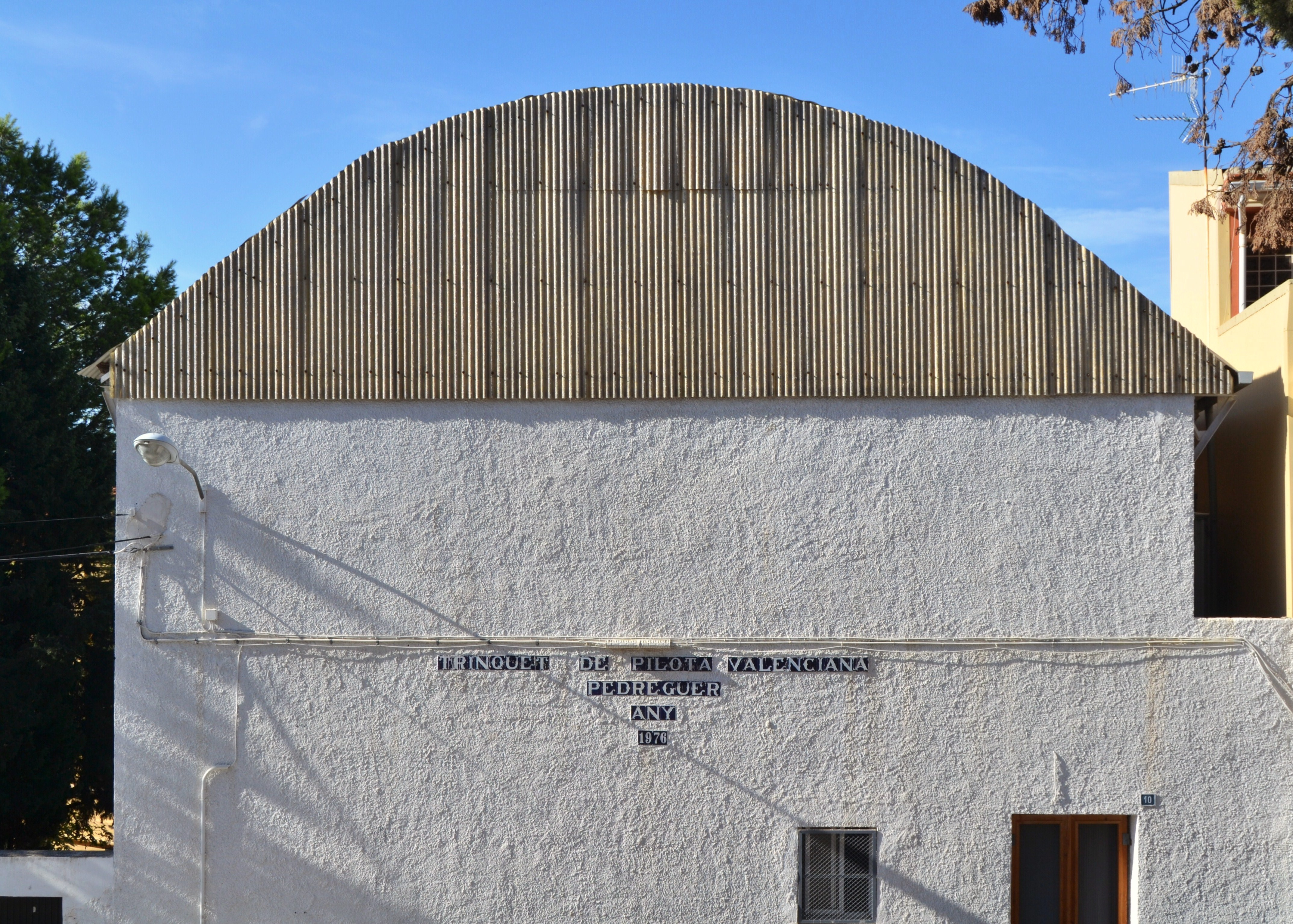

### Música
| M/d   | Artistes           | Títol                   | Estil      |
| ----- | ------------------ | ----------------------- | ---------- |
|       | Al Tall            | Deixeu que rode la roda | folk       |
|       | Lluís Llach        | Barcelona gener de 1976 | cançó      |
| 04/23 | The Rolling Stones | Black and Blue          | rock       |
| 12/08 | Eagles             | Hotel California        | americana  |
| 03/15 | Kiss               | Destroyer               | rock       |
| 02/02 | Lynyrd Skynyrd     | Gimme Back My Bullets   | rock       |
| 10/20 | Frank Zappa        | Zoot Allures            | rock prog. |

- 16jun  Cian Ciarán (Super Furry Animals)

### Premis Nobel
| Camp                  | Guardonats                                         |
| --------------------- | -------------------------------------------------- |
| Física                | - Burton Richter - Samuel Chao Chung Ting          |
| Química               | - William Lipscomb                                 |
| Medicina o Fisiologia | - Baruch Samuel Blumberg - Daniel Carlton Gajdusek |
| Literatura            | - Saul Bellow                                      |
| Pau                   | - Betty Williams - Mairead Corrigan                |
| Economia              | - Milton Friedman                                  |

### Videojocs
| M/d.  | jocs                    |  | sistemes   |
| ----- | ----------------------- |  | ---------- |
| 05/13 | Breakout                |  | recreativa |
|       | The Amazing Maze Game   |  | recreativa |
| 10/   | Blockade                |  | recreativa |
|       | Barricade               |  | recreativa |
|       | Colossal Cave Adventure |  | FORTRAN    |
|       | Heavyweight Champ       |  | recreativa |

- Telstar (1976-1978)
- Channel F (1976-1983)
- Colossal Cave (VT100)

A l'agost es comercialitzà a l'Amèrica del Nord la videoconsola Coleco Telstar i, pel novembre, la Video Entertainment System (rebatejada més tard com a Fairchild Channel F).
A l'octubre es publicà Blockade, el primer joc del tipus snake (videojoc), seguit pel primer clon, Barricade. Sega comercialitzà la recreativa Heavyweight Champ, considerada el primer joc de lluita mà a mà, i de la qual ja no existixen exemplars.

## Naixements
| M/d   | Nom i llinatges        | Activitat  | Origen        |
| ----- | ---------------------- | ---------- | ------------- |
|       | Mar Arza               | artista    | castellonenca |
| 06/08 | Montse Castellà Espuny | cantautora | tortosina     |
| 07/03 | Adrián Celda García    | pilotaire  | muserenc      |
|       | Jesús Huguet Enguita   | dibuixant  | alberiqueny   |

Les persones nascudes el 1976 faran 49 anys durant el 2025.
Països Catalans
- 3 de gener, L'Hospitalet de Llobregat: Sònia Farré Fidalgo, activista, professora i política catalana; diputada en la XII legislatura.[8]
- 12 de gener, Barcelona: Sandra Gallego i Vicario, jugadora de bàsquet catalana, fisioterapeuta i llicenciada en INEF.[9]
- 15 de gener, Tortosa: Meritxell Roigé, advocada i política catalana que ha estat diputada al Parlament de Catalunya; alcaldessa de Tortosa.[10]
- 17 de gener, Barcelona: Cristina Ungo de Velasco Bou, jugadora de waterpolo catalana, en la posició de portera.[11]
- 25 de gener, Barcelona: Gisela Morón Rovira, nedadora de natació sincronitzada, guanyadora d'una medalla olímpica als Jocs de Pequín.[12]
- 9 de març, 
  - Burjassot, Horta Nord: Carmen Montón Giménez, política valenciana, diputada, ministra entre juny i setembre de 2018.[13]
  - Girona: Coralí Cunyat i Badosa, política catalana diplomada en Ciències Empresarials, ha estat regidora a Girona i senadora.[14]
- 21 de març, Manlleu, Osona: Laura Camps Collell, jugadora de bàsquet catalana.[15]
- 28 de març, Alcoi: Eva García Sempere, biòloga i política valenciana que ha estat diputada en el Congrés dels Diputats.[16]
- 23 d'abril, Barcelona: Ferran Cruixent, pianista
- 15 de juny, Barcelona: Tina Vallès López, escriptora, correctora, traductora i bloguera catalana.
- 17 de juny, Oriola: Carolina Pascual Gracia, gimnasta valenciana, medalla d'argent en els Jocs Olímpics de Barcelona.[17]
- 20 de juny, Caldes d'Estrac: Alícia Romero Llano, política catalana, que ha estat diputada al Parlament de Catalunya.[18]
- 28 de juny, Igualada, Anoia: Marina Llansana i Rosich, política.
- 3 de juliol, Santpedor: Laura Vilagrà, politòloga i política catalana; ha estat alcaldessa de Santpedor i diputada al Parlament.[19]
- 18 de juliol, Barcelona: Irene Montalà, actriu catalana.[20]
- 6 d'agost, Barcelona: Javier Estrada, cantant, actor i presentador de televisió català.
- 13 d'agost, Figueres: Cati Plana i Cerdà, etnomusicòloga, compositora i intèrpret d'acordió diatònic.[21]
- 8 de setembre, Vaslui: Marcela Topor, periodista romanesa establerta a Catalunya.[22]
- 22 de setembre, Sabadell, Vallès Occidental: Mercè Martínez, actriu catalana.
- 19 d'octubre, Viladecans: Sandra Montserrat, filòloga i professora universitària catalana, membre de l'IEC i de l'AVL.[23]
- 2 de novembre, Manresa: Núria Picas i Albets, corredora de muntanya i ciclista de muntanya catalana.[24]
- 3 de novembre, Tarragona: Agnès Busquets i Tarrasa, actriu i escriptora catalana.[25]
- 16 de novembre, Badalona, Barcelonès: Sònia Guirado, nedadora paralímpica catalana.[26]
- 12 de desembre, Elx, Baix Vinalopó: Diana Palazón, actriu i cantant valenciana.[27]
- 15 de desembre, Sabadell: Roger Garcia, futbolista català.
- Alcoi: Anna Boluda, periodista freelance.
- Palafrugell: Iolanda Bustos i Cabezuelo, cuinera.
- Menorca: Aina Tur Seguí, directora, dramaturga i gestora cultural balear.[28]
- Manresa: Alba Padró, assessora en lactància materna i professora universitària.[29]

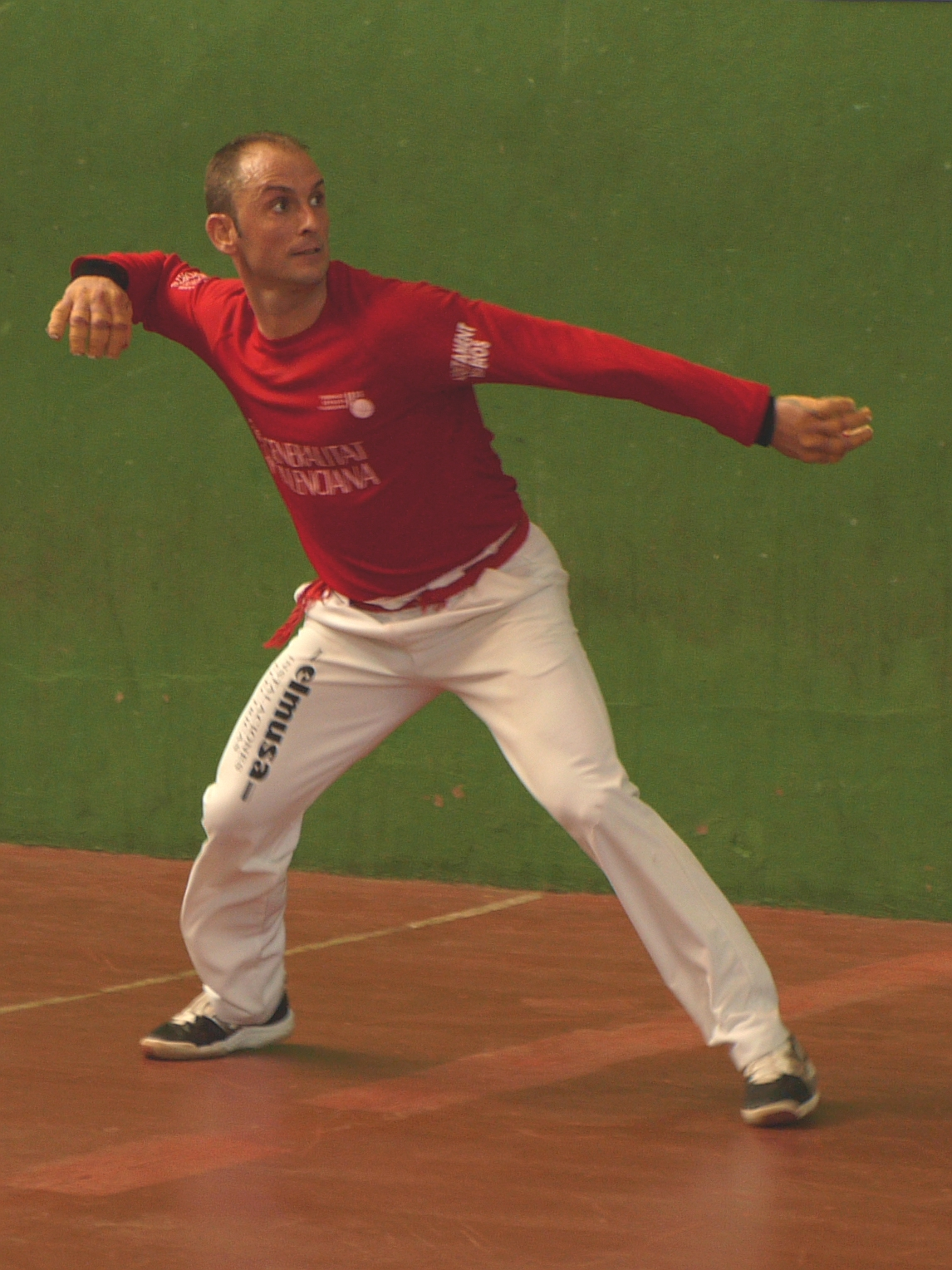
Adrián de Museros
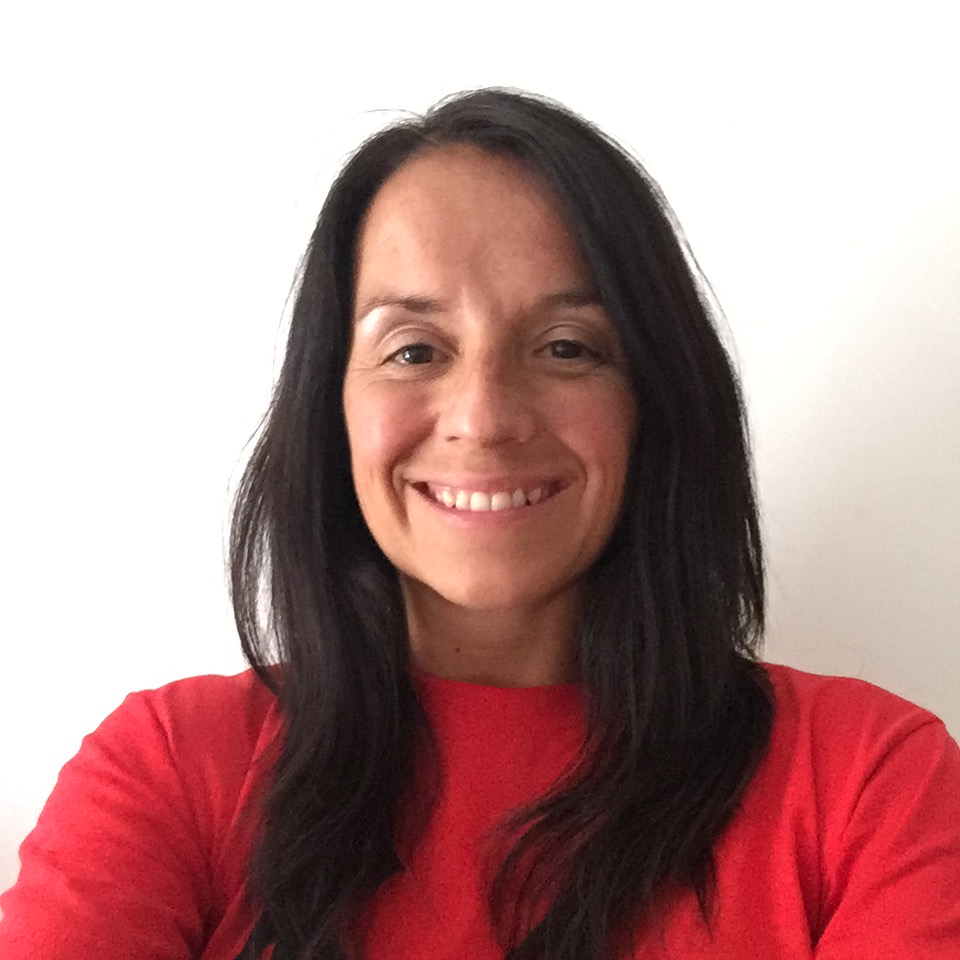
Montse Castellà
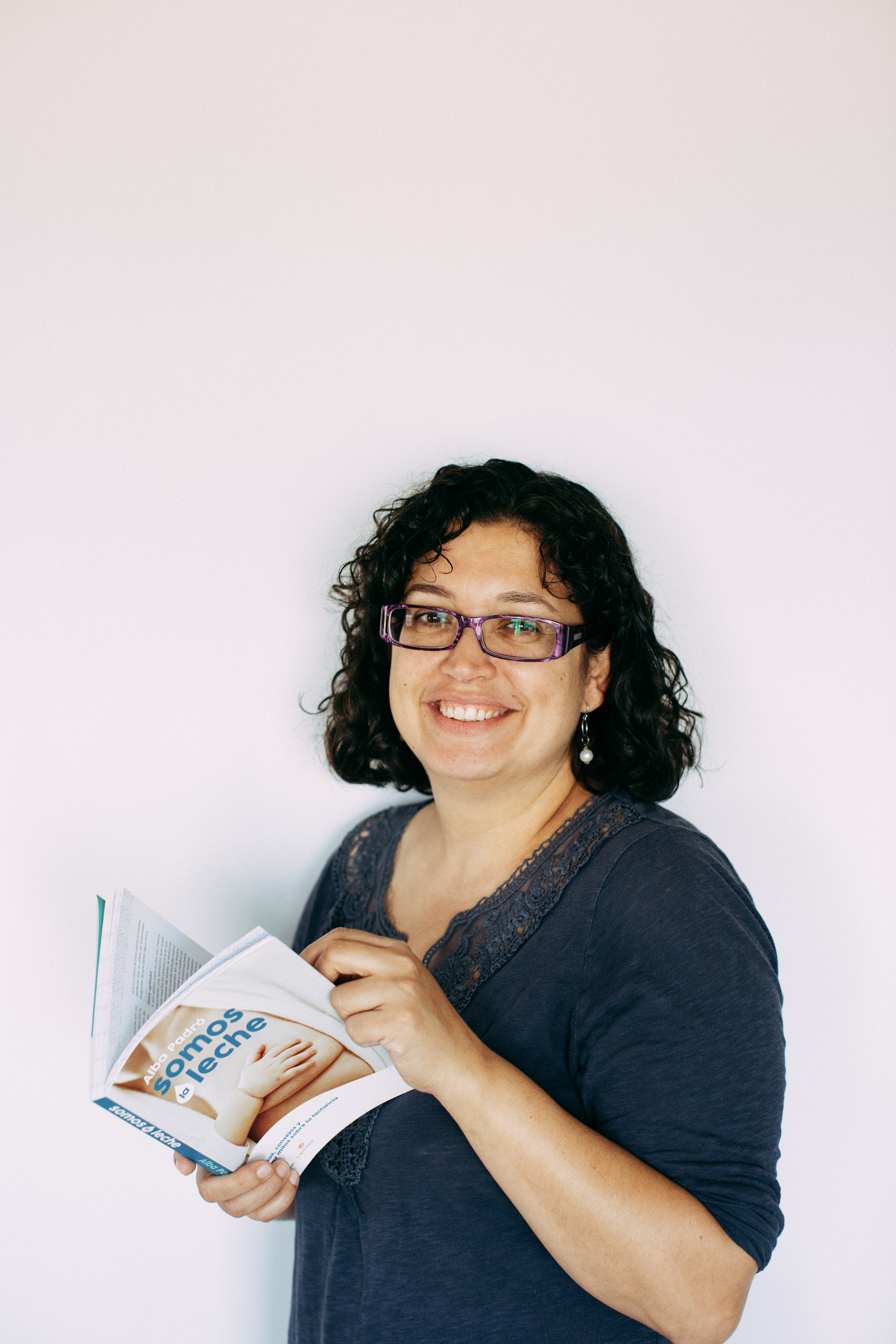
Alba Padró

Resta del món
- 4 de gener, Santiago de Xile: Érika Olivera, atleta especialista en marató, una de les principals atletes en la història de Xile.[30]
- 12 de gener, Ceuta: La Shica, pseudònim d'Elsa Rovayo, cantant pop espanyola amb formació de flamenc i ballet clàssic.[31]
- 14 de gener, Allentown, Pennsilvània: Beth Shapiro, biòloga molecular evolutiva estatunidenca, investigadora de l'ADN antic.[32]
- 15 de gener, Madrid: Mamen Mendizábal, periodista i presentadora espanyola de televisió.[33]
- 25 de gener, Malmö, Escània, Suècia: Elisabet Strid, soprano sueca.[34]
- 15 de febrer, Torrelavega, Cantàbria, Espanya: Óscar Freire, ciclista espanyol.
- 16 de gener, Bahames: Debbie Ferguson-McKenzie, atleta de les Bahames, campiona olímpica el 2000.[35]
- 1 de febrer, Reykjavík: Katrín Jakobsdóttir, política islandesa, primera ministra d'Islàndia des de 2017.[36]
- 20 de febrer, Coïmbra: Marisa Matias, sociòloga i política portuguesa, eurodiputada al Parlament Europeu des de 2009.[37]
- 24 de febrer: 
  - Yuval Harari, autor del best-seller internacional Sàpiens: Una breu història de la humanitat.
  - Amsterdam: Paulien Cornelisse, comedianta i escriptora neerlandesa.[38]
- 15 de març, Ourense, Galícia: Miryam Gallego, actriu espanyola.
- 20 de març, Phoenix (Arizona), EUA: Chester Bennington, vocalista de Linkin Park.
- 27 de març, Ploieştu: Roberta Anastase, política romanesa, primera dona a ser presidenta de la Cambra de diputats de Romania.[39]
- 29 de març, Long Island, Nova York: Jennifer Capriati, exjugadora de tennis professional de nacionalitat estatunidenca.[40]
- 30 de març, Koper, Eslovènia: Mojca Kleva, política i científica política eslovena. esdevingué Membre del Parlament europeu.[41]
- 14 d'abril, Bilbao: Santiago Abascal, polític espanyol.
- 23 d'abril, Madridː Pasión Vega, cantant espanyola.[42]
- 27 d'abril, Dulwich, Londres: Sally Cecilia Hawkins, actriu anglesa.[43]
- 27 de maig, Bakú, Azerbaidjan: Khadija Ismayilova, periodista d'investigació, personifica la persecució de les veus crítiques al seu país.[44]
- 4 de juny, óblast de Moscou, Rússia: Aleksei Navalni, advocat, activista i polític
- 9 de juny, camps de Tindouf, Algèriaː Aziza Brahim, artista sahrauí, música i cantant, resident a Catalunya des de 2011.[45]
- 11 de juny, Santo Domingo, República Dominicana: Ines Thomas Almeida, cantant lírica, mezzosoprano.[46]
- 23 de juny, Vancouver, Colúmbia Britànica, Canadà: Emmanuelle Vaugier, actriu i cantant canadenca.
- 27 de juny, Sjølund, Dinamarca: Susanne Georgi, cantant danesa que va assolir l'èxit musical amb el duet Me & My.[47]
- 8 de juliol, Whatstandwell, Derbyshire: Ellen MacArthur, navegant anglesa, especialista en rutes de llarga distància en solitari.[48]
- 21 de juliol, Sterlitamak, Unió Soviètica: Tatiana Lébedeva, atleta russa guanyadora de cinc medalles olímpiques.[49]
- 23 de juliol, Budapest: Judit Polgár, jugadora d'escacs hongaresa, considerada la millor jugadora d'escacs femenina de la història.[50]
- 25 de juliol, Brno, Txecoslovàquia: Nikita Denise, actriu porno.
- 2 d'agost, Schmalkalden, Alemanya Occidental: Kati Wilhelm, esquiadora de fons i biatleta alemanya cinc cops campiona del món.[51]
- 13 de setembre, Estocolm, Suècia: Puma Swede, actriu porno.
- 16 de setembre, Sant Sebastià: Leire Pajín, sociòloga, política espanyola, que fou ministra de Sanitat.[52]
- 17 de setembre, Celle, Alemanya: Feleknas Uca, política iazidita; ha estat eurodiputada per Alemanya i diputada a Turquia.[53]
- 18 de setembre, Frankfurt del Main: Sabine Hossenfelder, investigadora alemanya especialitzada en física teòrica i gravetat quàntica.[54]
- 3 de novembre, Roma: Emiliano Reali, escriptor italià.
- 10 de novembre, Bari: Eleonora Forenza, política italiana.[55]
- 15 de novembre, Lima: Claudia Llosa, directora cinematogràfica peruana.[56]
- 26 de novembre, Hernani: Maialen Lujanbio, bertsolari, primera dona a guanyar el Campionat Nacional de Bertsolaris, el 2009.[57]
- 5 de desembre, Dallas, Texas, Estats Units: Amy Acker, actriu de cinema estatunidenca.[58]
- 16 de desembre: Mitra Jashni, pintora, professora d'art, traductora i autora kurda iraniana.[59]
- Pamplona: Maiorga Ramírez Erro, polític navarrès
- Lió: Camille de Toledo, assagista francès.
- Beirut: Yasmine Hamdan, actriu, cantant i compositora libanesa

- Mariana Cecilio, arquitecta, docent, fotògrafa i artista uruguaiana.
- Celia Barboza, surfista uruguaiana.
- Quimper: Erwan Bouroullec, dissenyador.
- França, Maxence Caron, escriptor
- 25 de desembre, Leiden, Països Baixos, Armin Van Buuren, DJ i productor musical de Trance nerlandès.

## Necrològiques
Entre les morts destacades de l'any hi ha les de l'escriptora Agatha Christie, el cineasta Luchino Visconti, el filòsof Heidegger o el polític Mao Tse-Tung.
Països Catalans
- 23 de gener, Caracas: Maria Gispert i Coll, escriptora i política catalana (n. 1904).[60]
- 17 de febrer, Barcelona: Clementina Arderiu i Voltas, poetessa catalana.[61]
- 9 de març, Ciutat de Mèxic: Maria Assumpta Soteras i Maurí, jurista catalana (n.1905).[62]
- 6 d'abril, Burguete, Navarra: Oriol Solé Sugranyes, mort per un tret de la Guàrdia Civil quan intentava arribar a la frontera després de participar en la Fuga de Segòvia.
- 2 de maig, Sant Gervasi de Cassoles, Barcelonès: Mercè Plantada i Vicente, soprano catalana (n. 1892).[63]
- 31 de maig, Perpinyà, Rosselló: Carme Boatell, lluitadora antifeixista.
- 8 de juny, Matadepera, Vallès Occidental: Ricard Marlet i Saret, xilògraf, pintor i escultor català (n. 1896).[64]
- 15 de juny, Palma, Mallorca: Miquel Llompart Roig, ciclista de pista mallorquí.
- 3 d'agost, Sabadell: Llorenç Llobet-Gràcia, director de cinema català.
- 28 d'agost, Muxía, Galícia, Espanya: Josep Moreno i Gans, compositor valencià (n. 1897).
- 8 de setembre, Barcelona: Joaquim Zamacois i Soler, compositor i professor de música català.
- 19 d'octubre, Sabadell: Jaume Viladoms i Valls, pedagog i militant socialista català.
- 14 de novembre, Sabadell: Joan Llonch i Salas, empresari tèxtil català.
- 22 de desembre, Barcelona: Marina Noreg –o Marina Gubònina–, ballarina, mestra de ball i coreògrafa establerta a Barcelona (n. 1902).[65]
- Porto, Portugal: Lluís Millet i Farga, violoncel·lista català (n. 1911).[66]

Resta del món
- 12 de gener, Londres, Regne Unit: Agatha Christie, escriptora anglesa. (85 anys).[67]
- 13 de gener, Chichester, Anglaterra: Margaret Leighton, actriu britànica (n. 1922).[68]
- 1 de febrer:
  - Múnic, RFA: Werner Heisenberg, físic alemany (n. 1901), premi Nobel de física el 1932 per les seves descobertes en física quàntica.[69]
  - Rochester, Nova York (EUA): George Hoyt Whipple, metge nord-americà, Premi Nobel de Medicina o Fisiologia de l'any 1934 (n. 1878).
- 13 de febrer, Dallas, EUA: Lily Pons, soprano de coloratura francesa, nacionalitzada estatunidenca (n. 1898).[70]
- 16 de febrer, Moscou (Rússia): Liudmila Kéldix, matemàtica coneguda per la teoria de conjunts i la topologia geomètrica (n. 1904).[71]
- 20 de febrer, París (França): René Cassin, juriste i jutge francès, Premi Nobel de la Pau de l'any 1968 (n. 1887).
- 23 de febrer, Glossop (Anglaterra): L.S. Lowry, pintor modernista anglès (n. 1887).[72]
- 28 de febrer, Ginebra: Zofia Stryjeńska, pintora art déco, grafista i escriptora polonesa (n. 1891).[73]
- 1 de març, París (França): Jean Martinon, director d'orquestra i compositor francès.(n. 1910)[74]
- 17 de març, Roma, Itàlia:Luchino Visconti, director de cinema italià (n. 1906).[75]
- 24 de març, Alton, Hampshire (Anglaterra):  Bernard Law Montgomery, primer vescomte d'el Alamein, oficial de l'exèrcit britànic, sovint conegut com a "Monty". Va comandar amb èxit les forces aliades a la Batalla d'El Alamein, un punt decisiu en la Segona Guerra Mundial (n. 1887).[6]
- 1 d'abril, París (França): Max Ernst, pintor alemany (n. 1891).[76]
- 17 d'abril, Copenhaguen (Dinamarca): Henrik Dam, metge i bioquímic danès, Premi Nobel de Medicina o Fisiologia de 1943 (n.1895).[77]
- 26 d'abril, Bielefeld, Benita Koch-Otte, teixidora, dissenyadora i artista tèxtil alemanya, alumna de la Bauhaus (n. 1892).[78]
- 29 d'abril, Moscou (Rússia): Anna Barkova, poetessa soviètica, periodista, dramaturga, assagista (n. 1901).[79]
- 9 de maig, Stuttgart, RFA: Ulrike Meinhof és trobada penjada a la seva cel·la de la presó de Stannheim (n. 1934).[80]
- 11 de maig, Hèlsinki,(Finlàndia):  Alvar Aalto, arquitecte finlandès, un dels mestres de l'Arquitectura Moderna (n. 1898).[81]
- 26 de maig, Todtnauberg (Alemanya): Martin Heidegger, filòsof alemany (n. 1889).[82]
- 31 de maig, Canes (França): Jacques Monod, químic i bioquímic francès, Premi Nobel de Medicina o Fisiologia de l'any 1965 (n. 1910).[83]
- 6 de juny, Yorktown, Nova York: Elisabeth Rethberg, cantant d'òpera de renom internacional (n. 1894).[84]
- 10 de juny, Françaː Margueritte Laugier, astrònoma francesa que va descobrir vint-i-un asteroides (n. 1896).[85]
- 6 de juliol, Pequín (Xina): Zhu De 朱德, militar xinès, considerat el creador de l'Exèrcit Roig de la Xina (n. 1886).[86]
- 11 de juliol, Bogotà, Colòmbia: Francisco de Asís León Bogislao de Greiff Häusler, més conegut com a León de Greiff, va ser un dels més destacats poetes del segle xx a Colòmbia (n. 1895).[87]
- 2 d'agost, Colinas de Trasmonte, Espanya: Cecilia, cantautora espanyola (n. 1948).[88]
- 15 d'agost, Osca: María Sánchez Arbós, mestra i pedagoga espanyola (n. 1889).[89]
- 25 d'agost, Estocolm (Suècia): Eyvind Johnson, novel·lista suec, Premi Nobel de Literatura de l'any 1974 (n. 1900).[90]
- 26 d'agost, Santa Bàrbara, Califòrnia: Lotte Lehmann, soprano alemanya nacionalitzada estatunidenca (n. 1888).[91]
- 9 de setembre, Pequín, República Popular de la Xina: Mao Zedong o Mao Tse-Tung, polític xinès, president del país (82 anys).
- 16 de setembre, Rio de Janeiro: Bertha Lutz, naturalista, zoòloga, professora i pionera del feminisme a Brasil (n. 1894).[92]
- 26 de setembre, Mammern (Suïssa): Leopold Ružička, cienhtífic croat-suís, Premi Nobel de Química de 1939 (n. 1887).
- 5 d'octubre, Coral Gables, Florida (EUA): Lars Onsager, químic estatunidenc d'origen noruec, Premi Nobel de Química de l'any 1968 (n. 1903).
- 21 d'octubre, Ciutat de Mèxic: Mercedes Pinto, escriptora i periodista canària (n. 1883).[93]
- 31 d'octubre, Parísː Eileen Gray, dissenyadora de mobles, d'interiors i arquitecta (n. 1878).[94]
- 15 de novembre, París: Agnès Capri, actriu i cantant, gran figura de les avantguardes poètiques i del cabaret parisenc (n. 1907).[95]
- 18 de novembre, París: Man Ray, artista nord-americà
- 27 de novembre, New Smyrna Beach: Sarah Stewart, viròloga estatunidenca pionera en la recerca dels Polyomavirus (n. 1905).[96]

- 4 de desembre - Aldeburgh, Suffolk, Anglaterra: Benjamin Britten, compositor anglés (n. 1913).[97]
- 6 de desembre - Mercedes, Argentina: João Goulart,, conegut popularment com a "Jango", fou un polític brasiler, president del Brasil de 1961 fins a 1964 (n. 1919).[6]

- 19 de desembre, La Spezia: Giuseppe Caselli, pintor italià
- 31 de desembre, Roma: Judith Westphalen, pintora peruana (n. 1922).[98]
- Madrid: Marisa Roesset Velasco, pintora espanyola (n. 1904).[99]
- Estrasburg: Maurice Nédoncelle, filòsof francès.